# Симфонія № 1 (Лятошинський)
Симфонія № 1 ля мажор, ор. 2  Бориса Лятошинського, написана протягом 1918—1919 рр. як дипломна робота по закінченні Київської консерваторії. 
Музичний письменник Грегор Тассі вважає, що його Перша симфонія (1918  –  1919)  є найранішою симфонією, написаною в Україні після Максима Березовського. У порівнянні з пізнішими його симфоніями — більш мелодійна й характерна впливом Олександра Скрябіна. Вперше виконана під керівництвом композитора Рейнгольда Глієра, який був викладачем композитора.
У виданні The Penguin Guide to Compact Discs 1999 року ця симфонія описана як «добре створена, впевнена партитура», яка «рясніє контрапунктичним опрацюванням і багатою оркестровою риторикою».  Фінал симфонії, на думку, Ферручіо Таммаро, є «не лише динамічним, але навіть героїчним, у тісній відповідності зі смаками зароджуваного радянського симфонізму». 

## Структура
Симфонія написана для великого складу симфонічного оркестру, що включає 3 флейти (3-я також пікколо), 2 гобої, англійський ріжок, 3 кларнети (A) (3-й також бас-кларнет (B♭)), 2 фаготи, контрафагот, 4 валторни (F), 3 труби (B♭), 3 тромбони, туба, литаври, трикутник, цимбали, там-там, дзвіночки, арфа та групу струнних. 
Складається з трьох частин:
1. Allegro non troppo un poco agitato
2. Molto lento
3. Allegro energico